# Ioannis Ntetsikas
Ioannis Ntetsikas (griechisch Ιωάννης Ντέτσικας, * 23. November 2000) ist ein griechischer Leichtathlet, der sich auf den Sprint spezialisiert hat.

## Sportliche Laufbahn
Erste internationale Erfahrungen sammelte Ioannis Ntetsikas im Jahr 2019, als er bei den U20-Balkan-Meisterschaften in Cluj-Napoca in 47,62 s die Silbermedaille im 400-Meter-Lauf gewann. 2021 schied er bei den U23-Europameisterschaften in Tallinn mit 47,53 s im Halbfinale über 400 Meter aus und kam mit der griechischen 4-mal-400-Meter-Staffel mit 3:12,30 min nicht über den Vorlauf hinaus. Im Jahr darauf gelangte er bei den Balkan-Meisterschaften in Craiova mit 36,97 s auf Rang neun und 2024 wurde er bei den Balkan-Meisterschaften in Izmir in 47,02 s Sechster. Zudem belegte er im Staffelbewerb in 3:10,47 min den vierten Platz.
2022 wurde Ntetsikas griechischer Meister im 400-Meter-Lauf im Freien sowie 2021 und 2022 in der Halle.

## Persönliche Bestleistungen
- 400 Meter: 46,92 s, 25. Juni 2022 in Thessaloniki
  - 400 Meter (Halle): 47,91 s, 26. Februar 2022 in Piräus